# Kitgum
Kitgum är den största staden i Kitgumdistriktet i norra Uganda, och här återfinns även distriktets administrativa centrum. Den är belägen längs Pagerfloden, och folkmängden uppgår till cirka 50 000 invånare. Staden ligger ungefär 330 km norr om Kampala, Ugandas huvudstad.

## Administrativ indelning
Kitgum är indelad i tre administrativa divisioner:
- Central
- Pager
- Pandwong

## Demografi
Kitgums folkmängd uppgick till 44 719 invånare vid folkräkningen 2014, vilket beräknades ha vuxit till 48 200 invånare 2019.